# Dratjevo
Dratjevo (bulgariska: Драчево) är ett distrikt i Bulgarien.   Det ligger i kommunen Obsjtina Sredets och regionen Burgas, i den östra delen av landet, 300 km öster om huvudstaden Sofia.
I omgivningarna runt Dratjevo växer i huvudsak lövfällande lövskog. Runt Dratjevo är det glesbefolkat, med 14 invånare per kvadratkilometer.